# Mezőkeresztesi csata
A mezőkeresztesi csatát 1596. október 22-26-án vívták meg. Ez a csata volt tizenöt éves háború legnagyobb összecsapása. A keresztény oldalon Miksa főherceg vezetése alatt álló császári, magyarországi, birodalmi, cseh, szász, spanyol és a Báthory Zsigmond vezette erdélyi hadak (50–60 000 ember) hadak csaptak össze III. Mehmed szultán hadseregével (130–150 000 ember). A kezdeti keresztény sikerek után végül az oszmán seregek arattak győzelmet.
A csatát megelőző nemzetközi összefogás felvillantotta annak a lehetőségét, hogy a törököt – Mohács után hetven évvel – kiűzhetik Magyarország és Erdély területéről, de ez nem történt meg.
Az első nap úgy tűnt, a keresztények győznek, maga a szultán is megfutamodott a harctérről. A keresztények minden elővigyázatosságot félredobva elkezdtek zsákmányolni a harctéren, mire ezt a törökök kihasználták: a janicsárok helyreállították harci alakzatukat és rácsaptak a győzőkre, akiket csúfosan megszalasztottak.
A csatát ábrázoló egyetlen fennmaradt kép, egy török miniatúra, nagyobb felbontásban, két részletben:

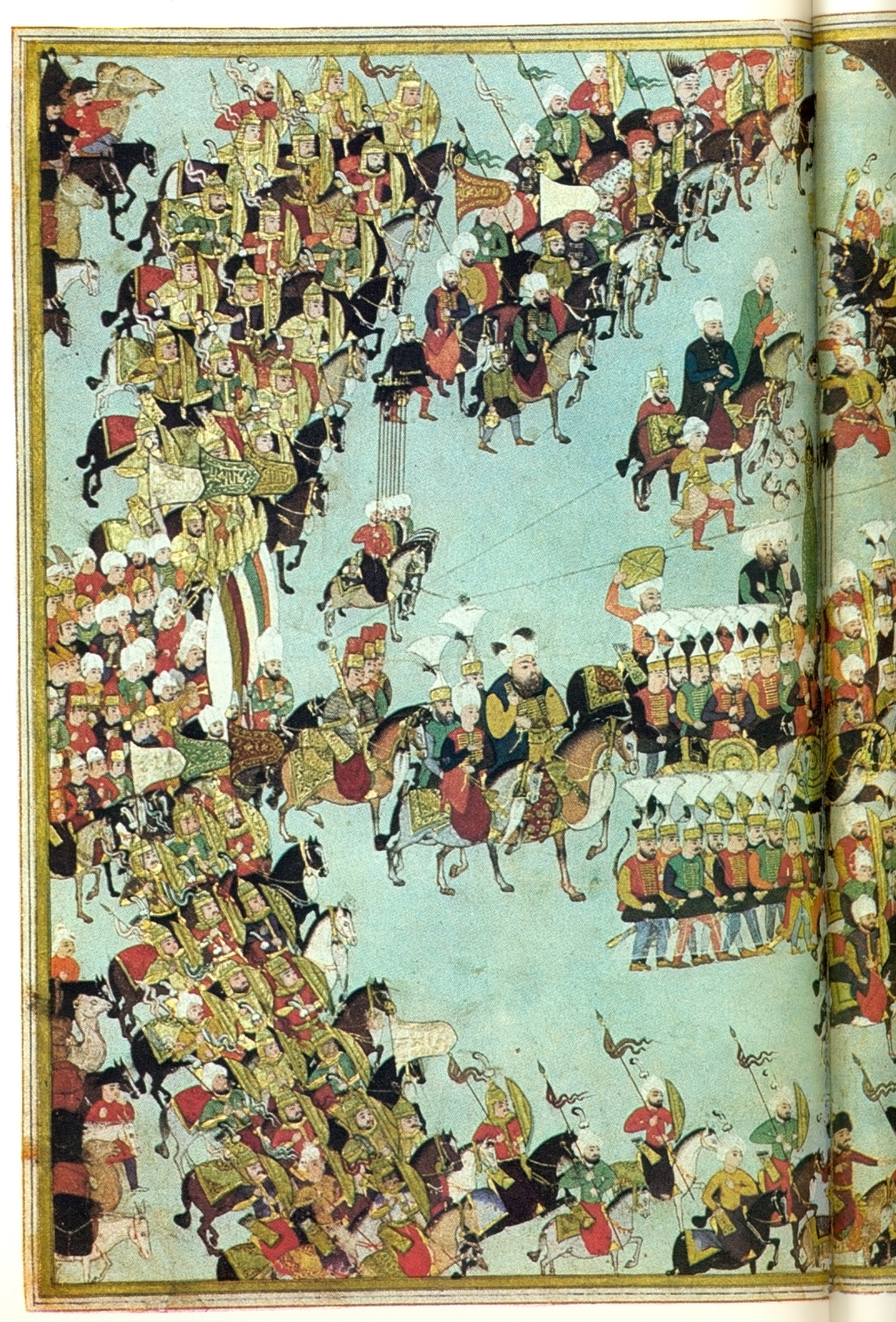

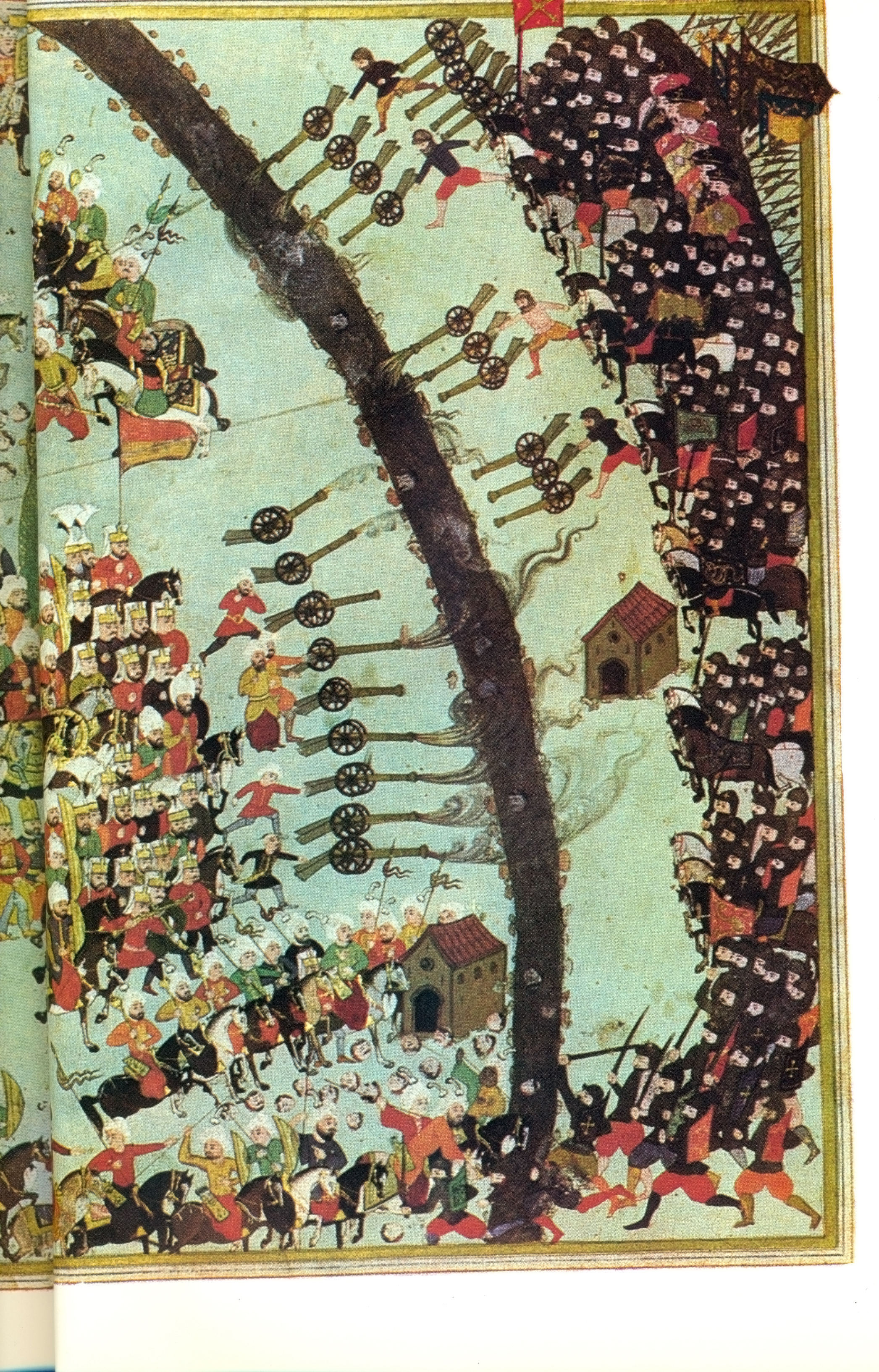